# حسن الصوفي
حسن الصوفي ولد بمدينة تونس عام 1937، رسام تونسي.

## تكوينه
التحق حسن الصوفي بمدرسة الفنون الجميلة بتونس حيث تلقى تكوينه الفني واستكمله بالمدرسة الوطنية لفنون التزويق بباريس. 

## معارضه
في عام 1973، عرض حسن الصوفي بالحي الدولي للفنون بباريس. وأقام عدّة معارض شخصية بتونس وبالخارج من الولايات المتحدة الأمريكية إلى ألمانيا إلى تركيا إلى أنجلترا إلى المغرب وإيطاليا واليونان والبرازيل...

## اتجاهه
يرسم حسن الصوفي الرسوم التجريدية ثم مع الزمن أدخل التشخيصية في أعماله في منتصف السبعينات، ومنذئذ. 

## اعترافات
أحرز حسن الصوفي على جائزة مدينة تونس عام 1968. وفي عام 1969 أحرز على جائزة في الرسم الزيتي بالمهرجان الدولي للرسم بمدينة كاني سورمار بفرنسا. 
قالب:أعلام تونس
1. ↑  Benezit Dictionary of Artists (بالإنجليزية). Oxford University Press. 2006. ISBN:978-0-19-977378-7. OCLC:662407525. OL:33251159M. QID:Q24255573.
2. ↑   https://www.oxfordartonline.com/benezit/view/10.1093/benz/9780199773787.001.0001/acref-9780199773787-e-00172676?rskey=MBFfDU&result=312. {{استشهاد ويب}}: |url= بحاجة لعنوان (مساعدة) والوسيط |title= غير موجود أو فارغ (من ويكي بيانات) (مساعدة)
3. ↑   http://repertoire-artistestunisiens.com/hassen-soufy/. {{استشهاد ويب}}: |url= بحاجة لعنوان (مساعدة) والوسيط |title= غير موجود أو فارغ (من ويكي بيانات) (مساعدة)